# Boxe nos Jogos Olímpicos de Verão de 2020
As competições de Boxe nos Jogos Olímpicos de Verão de 2020 em Tóquio foram realizados entre os dias 24 de julho e 8 de agosto de 2021 no Ryōgoku Kokugikan. Treze categorias de peso foram disputadas, o mesmo número das duas últimas edições, porém pela primeira vez desde 2012 a programação foi atualizada, com o número de eventos masculinos reduzidos em dois e substituídos por mais dois eventos femininos.
Em 22 de maio de 2019, o Comitê Olímpico Internacional anunciou que a Associação Internacional de Boxe (IBA, anteriormente AIBA) perdera o direito de organizar a competição devido a "questões nas áreas de finança, governança, ética, arbitragem e julgamento". O boxe foi organizado por uma força-tarefa liderada por Morinari Watanabe, presidente da Federação Internacional de Ginástica.

## Qualificação
Cada Comitê Olímpico Nacional teve a permissão de inscrever um atleta em cada categoria. Seis vagas (quatro homens e duas mulheres) foram reservada ao Japão, país-sede, enquanto oito outras vagas (cinco homens e três mulheres) foram alocadas à Comissão Tripartite.
Todas as outras vagas foram alocadas através de Eventos de Qualificação Olímpica Continentais (um cada para África, América, Ásia/Oceania e Europa) de fevereiro de 2020 a junho de 2021, seguido por um evento de qualificação olímpica para os CONs sem um boxeador qualificado na categoria correspondente.

## Formato da competição
Em 23 de março de 2013, a AIBA instituiu alterações significativas no programa. A World Series of Boxing, liga de equipes profissionais da AIBA instaurada em 2010, composto por profissionais que assinam contratos de cinco anos com a AIBA e competem profissionalmente, passou a oferecer um caminho para novos profissionais manterem sua elegibilidade olímpica e manterem laços com os CONs. A eliminação do capacete e a adoção do sistema de pontuação de "10 pontos obrigatórios" posteriormente reduziu as diferenças entre o formato amador e o profissional.
O número de categorias de peso para homens foi reduzido de 10 para 8, com um aumento das categorias femininas de 3 para 5. O COI confirmou os limites de peso para todas as classes em 19 de junho de 2019.

## Calendário
As competições de boxe foram realizados ao longo de quinze dias, com as finais ocorrendo entre 3 e 8 de agosto de 2021.
| PR | Primeira rodada | OF | Oitavas de final | QF | Quartas de final | SF | Semifinais | F | Final |

| T | Tarde | N | Noite |

| Data →                     | 24 jul | 24 jul | 25 jul | 25 jul | 26 jul | 26 jul | 27 jul | 27 jul | 28 jul | 28 jul | 29 jul | 29 jul | 30 jul | 30 jul | 31 jul | 31 jul | 1 ago | 1 ago | 2 ago | 2 ago | 3 ago | 3 ago | 4 ago | 4 ago | 5 ago | 5 ago | 6 ago | 6 ago | 7 ago | 7 ago | 8 ago | 8 ago |
| Evento ↓                   | T      | N      | T      | N      | T      | N      | T      | N      | T      | N      | T      | N      | T      | N      | T      | N      | T     | N     | T     | N     | T     | N     | T     | N     | T     | N     | T     | N     | T     | N     | T     | N     |
| -------------------------- | ------ | ------ | ------ | ------ | ------ | ------ | ------ | ------ | ------ | ------ | ------ | ------ | ------ | ------ | ------ | ------ | ----- | ----- | ----- | ----- | ----- | ----- | ----- | ----- | ----- | ----- | ----- | ----- | ----- | ----- | ----- | ----- |
| Peso mosca masculino       |        |        |        |        | PR     | PR     |        |        |        |        |        |        |        |        | OF     | OF     |       |       |       |       | QF    | QF    |       |       | SF    |       |       |       | F     |       |       |       |
| Peso pena masculino        | PR     | PR     |        |        |        |        |        |        | OF     | OF     |        |        |        |        |        |        | QF    | QF    |       |       | SF    | SF    |       |       | F     |       |       |       |       |       |       |       |
| Peso leve masculino        |        |        | PR     | PR     |        |        |        |        |        |        |        |        |        |        | OF     | OF     |       |       |       |       | QF    | QF    |       |       |       |       | SF    |       |       |       | F     |       |
| Peso meio-médio masculino  | PR     | PR     |        |        |        |        | OF     | OF     |        |        |        |        | QF     | QF     |        |        | SF    | SF    |       |       |       | F     |       |       |       |       |       |       |       |       |       |       |
| Peso médio masculino       |        |        |        |        | PR     | PR     |        |        |        |        | OF     | OF     |        |        |        |        | QF    | QF    |       |       |       |       |       |       | SF    |       |       |       | F     |       |       |       |
| Peso meio-pesado masculino |        |        | PR     | PR     |        |        |        |        | OF     | OF     |        |        | QF     | QF     |        |        | SF    | SF    |       |       |       |       | F     |       |       |       |       |       |       |       |       |       |
| Peso pesado masculino      | PR     |        |        |        |        |        | OF     | OF     |        |        |        |        | QF     | QF     |        |        |       |       |       |       | SF    | SF    |       |       |       |       | F     |       |       |       |       |       |
| Peso superpesado masculino |        | PR     |        |        |        |        |        |        |        |        | OF     | OF     |        |        |        |        | QF    | QF    |       |       |       |       | SF    |       |       |       |       |       |       |       | F     |       |
| Peso mosca feminino        |        |        | PR     | PR     |        |        |        |        |        |        | OF     | OF     |        |        |        |        | QF    | QF    |       |       |       |       | SF    |       |       |       |       |       | F     |       |       |       |
| Peso pena feminino         | PR     | PR     |        |        | OF     | OF     |        |        | QF     | QF     |        |        |        |        | SF     | SF     |       |       |       |       | F     |       |       |       |       |       |       |       |       |       |       |       |
| Peso leve feminino         |        |        |        |        |        |        | PR     | PR     |        |        |        |        | OF     | OF     |        |        |       |       |       |       | QF    | QF    |       |       | SF    |       |       |       |       |       | F     |       |
| Peso meio-médio feminino   | PR     |        |        |        |        |        | OF     | OF     |        |        |        |        | QF     | QF     |        |        |       |       |       |       |       |       | SF    |       |       |       |       |       | F     |       |       |       |
| Peso médio feminino        |        |        |        |        |        |        |        |        | OF     | OF     |        |        |        |        | QF     | QF     |       |       |       |       |       |       |       |       |       |       | SF    |       |       |       | F     |       |

## Nações participantes
Ao todo, 81 CONs tiveram atletas qualificados em ao menos um evento. Entre parênteses encontra-se representada a quantidade de atletas.
- GER Alemanha (3)
- ALG Argélia (8)
- ANT Antígua e Barbuda (1)
- ARM Armênia (3)
- ARG Argentina (4)
- AUS Austrália (5)
- AZE Azerbaijão (5)
- BRN Bahrein (1)
- BLR Bielorrússia (4)
- BOT Botsuana (2)
- BRA Brasil (7)
- BUL Bulgária (3)
- BDI Burundi (1)
- CPV Cabo Verde (1)
- CMR Camarões (3)
- CAN Canadá (5)
- KAZ Cazaquistão (9)
- CHN China (6)
- COL Colômbia (6)
- KOR Coreia do Sul (2)
- CRO Croácia (2)
- CUB Cuba (7)
- EGY Egito (2)
- ESA El Salvador (1)
- ECU Equador (4)
- EOR Equipe Olímpica de Refugiados (2)
- SVK Eslováquia (1)
- ESP Espanha (4)
- SWZ Essuatíni (1)
- USA Estados Unidos (10)
- PHI Filipinas (4)
- FIN Finlândia (1)
- FRA França (6)
- GHA Gana (3)
- GEO Geórgia (3)
- GBR Grã-Bretanha (11)
- GUY Guiana (1)
- HAI Haiti (1)
- HUN Hungria (1)
- IND Índia (9)
- IRI Irã (2)
- IRL Irlanda (7)
- ITA Itália (4)
- JAM Jamaica (1)
- JPN Japão (5)
- JOR Jordânia (5)
- KOS Kosovo (1)
- MAR Marrocos (7)
- MRI Maurício (2)
- MEX México (3)
- MOZ Moçambique (2)
- MGL Mongólia (3)
- NAM Namíbia (1)
- NZL Nova Zelândia (1)
- NED Países Baixos (2)
- PAN Panamá (1)
- PNG Papua-Nova Guiné (1)
- PER Peru (2)
- POL Polônia (4)
- PUR Porto Rico (1)
- KEN Quênia (4)
- COD República Democrática do Congo (4)
- DOM República Dominicana (7)
- ROC ROC (11)
- ROU Romênia (2)
- SAM Samoa (2)
- SRB Sérvia (1)
- SOM Somália (1)
- SWE Suécia (2)
- THA Tailândia (5)
- TPE Taipé Chinês (4)
- TJK Tajiquistão (3)
- TTO Trinidad e Tobago (1)
- TUN Tunísia (2)
- TUR Turquia (6)
- UGA Uganda (3)
- UKR Ucrânia (5)
- UZB Uzbequistão (11)
- VEN Venezuela (4)
- VIE Vietnã (2)
- ZAM Zâmbia (3)

## Medalhistas
Masculino
| Evento               | Ouro                             | Prata                               | Bronze                               |
| -------------------- | -------------------------------- | ----------------------------------- | ------------------------------------ |
| Mosca detalhes       | Galal Yafai GBR Grã-Bretanha     | Carlo Paalam PHI Filipinas          | Ryomei Tanaka JPN Japão              |
| Mosca detalhes       | Galal Yafai GBR Grã-Bretanha     | Carlo Paalam PHI Filipinas          | Saken Bibossinov KAZ Cazaquistão     |
| Pena detalhes        | Albert Batyrgaziev ROC           | Duke Ragan USA Estados Unidos       | Lázaro Álvarez CUB Cuba              |
| Pena detalhes        | Albert Batyrgaziev ROC           | Duke Ragan USA Estados Unidos       | Samuel Takyi GHA Gana                |
| Leve detalhes        | Andy Cruz CUB Cuba               | Keyshawn Davis USA Estados Unidos   | Harry Garside AUS Austrália          |
| Leve detalhes        | Andy Cruz CUB Cuba               | Keyshawn Davis USA Estados Unidos   | Hovhannes Bachkov ARM Armênia        |
| Meio-médio detalhes  | Roniel Iglesias CUB Cuba         | Pat McCormack GBR Grã-Bretanha      | Andrey Zamkovoy ROC                  |
| Meio-médio detalhes  | Roniel Iglesias CUB Cuba         | Pat McCormack GBR Grã-Bretanha      | Aidan Walsh IRL Irlanda              |
| Médio detalhes       | Hebert Conceição BRA Brasil      | Oleksandr Khyzhniak UKR Ucrânia     | Eumir Marcial PHI Filipinas          |
| Médio detalhes       | Hebert Conceição BRA Brasil      | Oleksandr Khyzhniak UKR Ucrânia     | Gleb Bakshi ROC                      |
| Meio-pesado detalhes | Arlen López CUB Cuba             | Benjamin Whittaker GBR Grã-Bretanha | Loren Alfonso AZE Azerbaijão         |
| Meio-pesado detalhes | Arlen López CUB Cuba             | Benjamin Whittaker GBR Grã-Bretanha | Imam Khataev ROC                     |
| Pesado detalhes      | Julio César La Cruz CUB Cuba     | Muslim Gadzhimagomedov ROC          | David Nyika NZL Nova Zelândia        |
| Pesado detalhes      | Julio César La Cruz CUB Cuba     | Muslim Gadzhimagomedov ROC          | Abner Teixeira BRA Brasil            |
| Superpesado detalhes | Bakhodir Jalolov UZB Uzbequistão | Richard Torrez USA Estados Unidos   | Frazer Clarke GBR Grã-Bretanha       |
| Superpesado detalhes | Bakhodir Jalolov UZB Uzbequistão | Richard Torrez USA Estados Unidos   | Kamshybek Kunkabayev KAZ Cazaquistão |

Feminino
| Evento              | Ouro                          | Prata                          | Bronze                               |
| ------------------- | ----------------------------- | ------------------------------ | ------------------------------------ |
| Mosca detalhes      | Stoyka Krasteva BUL Bulgária  | Buse Naz Çakıroğlu TUR Turquia | Huang Hsiao-wen TPE Taipé Chinês     |
| Mosca detalhes      | Stoyka Krasteva BUL Bulgária  | Buse Naz Çakıroğlu TUR Turquia | Tsukimi Namiki JPN Japão             |
| Pena detalhes       | Sena Irie JPN Japão           | Nesthy Petecio PHI Filipinas   | Karriss Artingstall GBR Grã-Bretanha |
| Pena detalhes       | Sena Irie JPN Japão           | Nesthy Petecio PHI Filipinas   | Irma Testa ITA Itália                |
| Leve detalhes       | Kellie Harrington IRL Irlanda | Beatriz Ferreira BRA Brasil    | Sudaporn Seesondee THA Tailândia     |
| Leve detalhes       | Kellie Harrington IRL Irlanda | Beatriz Ferreira BRA Brasil    | Mira Potkonen FIN Finlândia          |
| Meio-médio detalhes | Busenaz Sürmeneli TUR Turquia | Gu Hong CHN China              | Lovlina Borgohain IND Índia          |
| Meio-médio detalhes | Busenaz Sürmeneli TUR Turquia | Gu Hong CHN China              | Oshae Jones USA Estados Unidos       |
| Médio detalhes      | Lauren Price GBR Grã-Bretanha | Li Qian CHN China              | Nouchka Fontijn NED Países Baixos    |
| Médio detalhes      | Lauren Price GBR Grã-Bretanha | Li Qian CHN China              | Zemfira Magomedalieva ROC            |

## Quadro de medalhas
País sede destacado
| Ordem | País               | Medalha de ouro | Medalha de prata | Medalha de bronze |    | Ordem por total |
| ----- | ------------------ | --------------- | ---------------- | ----------------- | -- | --------------- |
| 1     | CUB Cuba           | 4               |                  | 1                 | 5  | 3               |
| 2     | GBR Grã-Bretanha   | 2               | 2                | 2                 | 6  | 1               |
| 3     | ROC                | 1               | 1                | 4                 | 6  | 1               |
| 4     | BRA Brasil         | 1               | 1                | 1                 | 3  | 5               |
| 5     | TUR Turquia        | 1               | 1                |                   | 2  | 8               |
| 6     | JPN Japão          | 1               |                  | 2                 | 3  | 5               |
| 7     | IRL Irlanda        | 1               |                  | 1                 | 2  | 8               |
| 8     | BUL Bulgária       | 1               |                  |                   | 1  | 12              |
|       | UZB Uzbequistão    | 1               |                  |                   | 1  | 12              |
| 10    | USA Estados Unidos |                 | 3                | 1                 | 4  | 4               |
| 11    | PHI Filipinas      |                 | 2                | 1                 | 3  | 5               |
| 12    | CHN China          |                 | 2                |                   | 2  | 8               |
| 13    | UKR Ucrânia        |                 | 1                |                   | 1  | 12              |
| 14    | KAZ Cazaquistão    |                 |                  | 2                 | 2  | 8               |
| 15    | ARM Armênia        |                 |                  | 1                 | 1  | 12              |
|       | AUS Austrália      |                 |                  | 1                 | 1  | 12              |
|       | AZE Azerbaijão     |                 |                  | 1                 | 1  | 12              |
|       | FIN Finlândia      |                 |                  | 1                 | 1  | 12              |
|       | GHA Gana           |                 |                  | 1                 | 1  | 12              |
|       | IND Índia          |                 |                  | 1                 | 1  | 12              |
|       | ITA Itália         |                 |                  | 1                 | 1  | 12              |
|       | NED Países Baixos  |                 |                  | 1                 | 1  | 12              |
|       | NZL Nova Zelândia  |                 |                  | 1                 | 1  | 12              |
|       | THA Tailândia      |                 |                  | 1                 | 1  | 12              |
|       | TPE Taipé Chinês   |                 |                  | 1                 | 1  | 12              |
| TOTAL | TOTAL              | 13              | 13               | 26                | 52 | —               |